# Mulsantina luteodorsa
Mulsantina luteodorsa är en skalbaggsart som beskrevs av J. Chapin 1973. Mulsantina luteodorsa ingår i släktet Mulsantina och familjen nyckelpigor. Inga underarter finns listade i Catalogue of Life.